# Arenas de José Ignacio
Arenas de José Ignacio est une station balnéaire uruguayenne du département de Maldonado, rattachée à la municipalité de Garzón.

## Localisation
Située au sud-est du département de Maldonado sur les côtes de l'Océan Atlantique, Arenas de José Ignacio se déploie à l’ouest de la lagune Garzón, au km 185 de la route nationale 10. Elle est bordée au sud-ouest par la station de José Ignacio et distante d’environ 40 km de Punta del Este, la capitale départementale.

## Population
| 1996 | 2004 | 2011 |
| ---- | ---- | ---- |
| 51   | 4    | 38   |

## Source
- (es) Cet article est partiellement ou en totalité issu de l’article de Wikipédia en espagnol intitulé « Arenas de José Ignacio » (voir la liste des auteurs).